# 킬딘섬
킬딘섬(러시아어: Кильдин)은 러시아 바렌츠해에 있는 섬이다. 노르웨이로부터 약 120km 떨어져 있다. 러시아 무르만스크 주에 속한다.

## 같이 보기
- 킬딘급 구축함